# 普里莫爾斯凱 (斯卡多夫斯克市鎮)
46°10′36″N 33°1′31″E / 46.17667°N 33.02528°E
普里莫爾斯凯（烏克蘭語：Приморське）是位於烏克蘭南部的村莊，由赫爾松州斯卡多夫斯克區的斯卡多夫斯克市鎮負責管轄。該村始建於1907年，面積0.07平方公里，海拔高度8米，2001年人口1,680，人口密度每平方公里24,705.9人。